# ジョン・カリパリ
ジョン・ビンセント・カリパリ（John Vincent Calipari, 1959年2月10日 - ）は、アメリカ合衆国ペンシルベニア州ムーンタウンシップ出身のバスケットボール指導者。NCAAのアーカンソー大学でヘッドコーチを務めている。2015年にはバスケットボール殿堂入りを果たした。

## 来歴

### カンザス大学
大学卒業後の1982年に現役を引退し、ラリー・ブラウンがヘッドコーチを務めていたカンザス大学のアシスタントコーチに就任した。

### ピッツバーグ大学
1985年にはピッツバーグ大学のアシスタントコーチに就任した。

### マサチューセッツ大学
1988年にマサチューセッツ大学のヘッドコーチに就任した。1996年に退任するまで、3度の年間最優秀コーチ賞を受賞した。

### ニュージャージー・ネッツ
1996年にNBAのニュージャージー・ネッツのヘッドコーチに就任した。
1年目の1996-97シーズンは26勝56敗と低迷した。苛立ちからかシーズン中の取材で記者に対して暴言を吐き、NBAから2万5000ドルの罰金処分を科せられた。オフに行われたドラフトではトレードでキース・ヴァン・ホーンを獲得するなど補強に動いた。
2年目の1997-98シーズンは43勝39敗と持ち直し、長年低迷していたチームをカンファレンス8位でプレーオフ進出に導いた。プレーオフでは1回戦でマイケル・ジョーダン擁するカンファレンス1位のシカゴ・ブルズと対戦し、3連敗で敗退した。
3年目の1998-99シーズンシーズンはロックアウトにより短縮シーズンとなった。チームは前年の躍進もありダークホースとして期待されていたが、開幕戦でエースのサム・キャセールが負傷し、3勝15敗と低調なスタートとなってしまった。キャセールをミルウォーキー・バックスに放出し、代わりにミネソタ・ティンバーウルブズとのトレードでステフォン・マーブリーを獲得したが状況は好転せず、3勝17敗となった時点で解任された。

### フィラデルフィア・76ers
ネッツから解任された直後、カンザス大学時代の恩師であるブラウンがヘッドコーチを務めていたフィラデルフィア・76ersのアシスタントコーチに就任した。
1999-2000シーズンオフに退団した。

### メンフィス大学

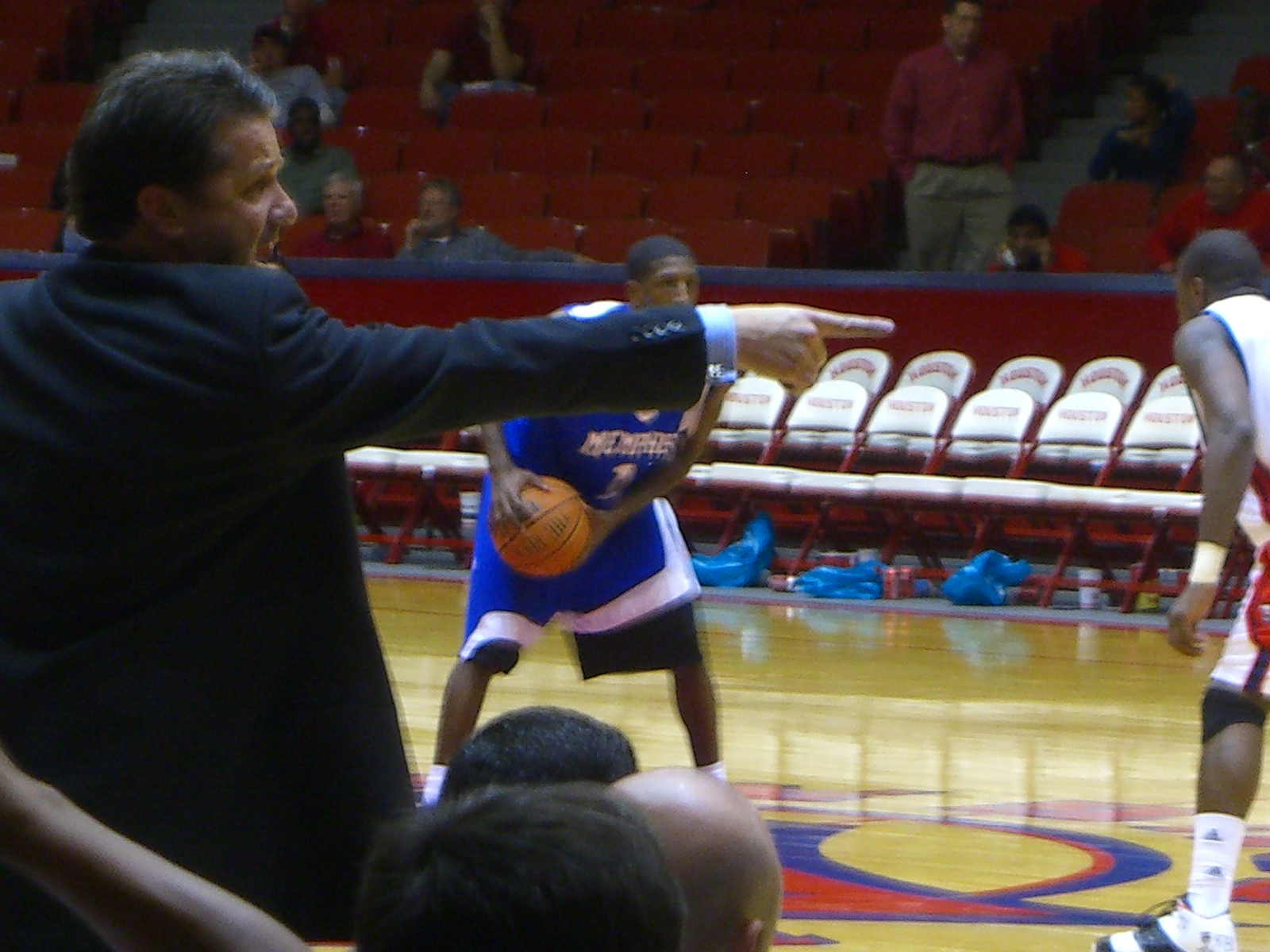
2007年のカリパリ

2000年にメンフィス大学のヘッドコーチに就任した。
2002年から2018年までの間に自身がヘッドコーチを務めたチームで1年間プレーし、NBAドラフトにアーリーエントリーした選手は全員が1巡目で指名されている。
2007-08シーズンにはデリック・ローズらを擁し、NCAAトーナメントで準優勝した。

### ケンタッキー大学
2008-09シーズンオフにメンフィス大学からの8年3165万ドルの延長オファーを断り、8年3465万ドルでケンタッキー大学のヘッドコーチに就任した。
2011-12シーズンにはアンソニー・デイビス、マイケル・キッド＝ギルクリストのツインタワーを擁し、チームでは14年ぶり、自身としては初となるNCAAトーナメント優勝を果たした。
2019年4月にケンタッキー大学と生涯契約を結んだ。